# Certificat phytosanitaire
Un certificat phytosanitaire est un certificat relatif à l'état phytosanitaire de végétaux ou produits végétaux destinés à l'exportation ou la réexportation.
Les certificats phytosanitaires sont mis en œuvre par les organisations nationales de protection des végétaux (ONPV) et doivent être conformes aux modèles préconisés par la Convention internationale pour la protection des végétaux (CIPV). Ils ne peuvent être délivrés que par un  fonctionnaire public, qualifié techniquement et dûment autorisé par l'ONPV du pays exportateur.
Ils attestent que les envois de végétaux, produits végétaux ou autres articles réglementés satisfont aux exigences phytosanitaires spécifiées à l'importation par les pays destinataires, c'est-à-dire qu'ils sont exempts d'organismes nuisibles soumis à quarantaine. Ils ne peuvent être délivrés qu'à cette fin.